# Bernd Apitz
Bernd Apitz (* 18. September 1947 in Dresden) ist ein deutscher Sänger.

## Werdegang
Nach der Mittleren Reife absolvierte er eine Lehre zum Industriekaufmann. Schon in der Jugend erhielt er Gesangsunterricht und nahm an mehreren Nachwuchswettbewerben teil. 1961 kam er in die Bundesrepublik. 1966 entschied er einen bundesweiten Talentwettbewerb für sich und gründete zwei Beatbands, mit denen er auch im Ausland auftrat. Daneben arbeitete er als Diskjockey und wurde von Journalisten zum „beliebtesten Diskjockey an der Ostseeküste“ gewählt.
Mit Demobändern bewarb er sich bei Plattenfirmen und erhielt schließlich einen Vertrag bei Teldec. 1966 erschien die Debütsingle Oh Gigi, eine Coverversion des Hits Sweet Pea von Tommy Roe. Es folgten drei Auftritte in der ZDF-Hitparade. Gemeinsame Aufnahmen mit Gaby Berger entstanden. Zwei seiner Titel gelang der Sprung in die deutschen Charts. Später gründete er in Salzgitter sein eigenes Plattenlabel Avance Records.